# 红河镇 (彭阳县)
红河镇，是中华人民共和国宁夏回族自治区固原市彭阳县下辖的一个乡镇级行政单位。
2014年，宁夏回族自治区人民政府批复同意撤销红河乡，以原红河乡行政区域设立红河镇，镇人民政府驻地韩堡村。

## 行政区划
红河镇下辖以下地区：
宽坪村、什字村、上王村、黑牛沟村、文沟村、何塬村、韩堡村、友联村、红河村、常沟村、夏塬村和徐塬村。